# Mors (wyspa)
Mors lub Morsø – duńska wyspa, największa z wysp położonych w cieśninie Limfjorden.

## Krótki opis
Powierzchnia wyspy to 363 km². Według danych z 2017 r. Mors zamieszkuje 20 637 osób (począwszy od roku 1955 – gdy było ich 27 263 – liczba mieszkańców systematycznie spada), a gęstość zaludnienia wynosi obecnie niespełna 57 osób/km².
Głównym miastem wyspy jest siedziba gminy Morsø – Nykøbing Mors liczące w 2017 roku 9135 mieszkańców (gmina, oprócz wyspy Mors, obejmuje również: niewielką wyspę Agerø – 3,8 km² i 28 mieszkańców oraz kilka mniejszych wysepek).
Na wyspie znajduje się największy park botaniczny północnej Europy – Jesperhus.

## Transport
Wyspa połączona jest z resztą Danii przez dwa mosty:
- Sallingsundbroen – oddany w 1978, 1718 m długości, przebiega nad cieśniną Sallingsund, łącząc Mors z półwyspem Salling[4][3]
- Vilsundbroen – oddany w 1939, 382,3 m długości, przebiega nad cieśniną Vilsund, łącząc wyspę z Thy[5]